# 春能控股
春能控股有限公司，簡稱春能控股（英語：C&N Holdings Limited，港交所：8430）是一家新加坡物流公司。

## 历史
在1992年，由主席蔡江林，於總部新加坡成立「CA Transportation & Warehousing Pte Ltd」，業務在新加坡本土以及全球運輸及存儲服務。
股份在2017年10月18日於港交所創業板上市。招股定價為0.4至0.6港元之間，發行股數為1.6億股，而集資額為5430萬港元，用作購買新車輛、增加員工、加強資訊技術、購買新辦公室及企業一般營運資金。

## 連結
- cnlimited.com （页面存档备份，存于）